# Agra schwarzeneggeri
Agra schwarzeneggeri is een keversoort waarvan het holotype in Costa Rica is aangetroffen. De Agra zijn, gelijk de hoofdsoort Carabidae, carnivore jagers. 

## Etymologie
Het beestje is door zijn ontdekker, Terry L. Erwin, vernoemd naar de filmster en voormalige gouverneur van Californië Arnold Schwarzenegger omdat de Agra toegerust is met overontwikkelde middenfemora die de ontdekker sterk deden denken aan de gespierde anatomie van de ex-gouverneur.